# Ковылин, Илья Алексеевич
Илья́ Алексе́евич Ковы́лин (1731, село Писцово Костромского уезда — 1809) — московский купец, основатель московского Преображенского кладбища.

## Биография
Он был крепостным крестьянином князя Алексея Борисовича Голицына; в Москве занялся торговлей и подрядами, приобрёл довольно значительные средства и вышел в купцы.
Около 1770 года перешёл в старообрядчество федосеевского толка и перекрещён ярославским крестьянином Ильей Ивановым, причём переменил и своё прежнее имя «Василий» на имя «Илья».
Деятельность его приобрела огромное значение с 1771 году. В этом году в Москве разыгралась чума: в городе распространилась паника и вместе с тем явилась опасность, что многие жители Москвы разбегутся по другим городам и разнесут заразу. 1 сентября 1771 года последовал указ, которым жители приглашались устраивать своими средствами заставы и карантины около Москвы, чтобы никого не выпускать из города без осмотра, а всех подозрительных задерживать. Ковылин и товарищ его по расколу, купец Зеньков, решили воспользоваться этим случаем; они предложили устроить на собственные средства такой карантин. Получив на это разрешение, они арендовали у крестьян села Черкизова подгородный участок земли, через который шла большая дорога на Владимир, поставили заставу, построили несколько домиков и задерживали всех, выходивших из Москвы. Около этого первоначального посёлка и образовалось впоследствии московское Преображенское кладбище.
Фактически на средства Ковылина и Зенькова был возведён целый городок с часовнями и каменными жилыми корпусами, существовавший долгое время как их частная собственность.
С величайшей заботливостью устроители заставы снабжали всем необходимым тех, кого приходилось им задерживать; за теми же, кто заболевал, они самоотверженно ухаживали и умерших отпевали и хоронили, тогда как в громадном большинстве случаев в это время в Москве умерших просто зарывали в землю, без всяких церковных обрядов. Всё это производило сильное и благоприятное для целей Ковылина впечатление; очень многих успел он за это время привлечь в старообрядчество и в карантине у него почти непрерывно совершались перекрещивания. Московское начальство в то тяжёлое время, конечно, не имело ни охоты, ни времени следить за таким нарушением законов; напротив, самоотверженная и несомненно полезная для борьбы с чумой деятельность Ковылина обеспечила ему на будущее время даже покровительство властей. Он, между тем, энергически работал на утверждение возникшей около него в заставе раскольничьей общины. На занятую землю он распорядился перенести дома многих умерших в его карантине людей и успел многих из оставшихся в живых склонить к тому, что они решились остаться тут же жить.
Настоятелем возникшей общины был выбран Ковылин. Он пользовался огромным влиянием на окружающих и умел привлекать колеблющихся, на экзальтированных действуя строгими и страстными поучениями, а более скептически настроенных увлекая таким толкованием требований религии, при котором открывалось широкое поле всякой разнузданности и распущенности, как известно, с особенной силой разыгрывающимся во время всяких народных бедствий. В первый же год Ковылин отлично обстроил вновь возникший посёлок, приобрел частью за большие деньги, частью обманом, множество очень старых икон и т. д. В скором времени он ввёл в своё общежитие и устав; посетив Выгорецкую пустынь, он думал взять устав оттуда, но затем отказался от этой мысли и ввёл устав, полученный с Ветки. Ковылин умел привлекать богатых жертвователей и отлично ладить с властями, так что во всё время царствования Екатерины II община его была спокойна и процветала.
Император Павел I взглянул на эту общину неблагосклонно и последовали такие указы, которые неизбежно должны были привести её к полному уничтожению. Но Ковылин сумел ходатайствами и богатыми подарками задержать в Москве применение этих указов.
Лучшие времена вернулись для него с воцарением нового государя. В первый же год царствования Александра I Ковылин через кн. А. Б. Куракина успел исходатайствовать очень благоприятный для раскольников указ 15 октября 1801 года; это доставило ему ещё больше известности и почёта среди всех вообще старообрядцев в империи; затем он успел испросить повеление, в силу которого Преображенское кладбище было признано учреждением гражданским и потому подчинено только ведению полиции, помимо всякого отношения к нему епархиального московского начальства. Этим окончательно обеспечено было процветание кладбища, к тому же сосредоточившего уже и значительные капиталы; к концу жизни Ковылина оно считало до 10 000 прихожан; жили на кладбище до 1500 человек.
Умер Ковылин в 1809 году в глубокой старости, окружённый почтением членов общины. Похоронен он был на Преображенском кладбище (которому Ковылин завещал все свои огромные капиталы), где сохранилась его могила — в центре старой части кладбища, за Никольской часовней. Память об И. А. Ковылине сохранилась в названии Ковылинского переулка, расположенного на территории московского района Преображенское.
Современники так характеризовали внешность Ковылина: «…рост его был высокий, корпус красивый, лицо белое и продолговатое, взор весёлый и пронзительный, борода окладистая, долгая и кругловатая, украшенная сединами». Он был человеком бесспорно выдающимся по своим административным способностям и энергии. Однако и сами старообрядцы не отрицали, что строгостью жизни он не отличался; напротив, он цинично провозглашал принцип: «тайно содеянное тайно и судится» и позволял и себе и другим полную распущенность, наблюдая только, чтобы соблазн не обнаруживался. Ковылин был также и писателем; после него осталось несколько посланий по вероисповедным вопросам, но они не представляют ничего примечательного.